# Cabasse
Cabasse (okzitanisch Cabaça) ist eine französische Gemeinde im Département Var in der Region Provence-Alpes-Côte d’Azur. Sie gehört zum Arrondissement Brignoles und zum Kanton Le Luc.

## Geografie
Der Ort mit 1985 Einwohnern (Stand 1. Januar 2022) befindet sich in der Landschaft Provence und liegt im Tal des Flusses Issole an der Autoroute A8 zwischen Cannes und Aix-en-Provence.

## Geschichte
Cabasse bestand unter dem Namen Matavo bereits in gallo-römischer Zeit beim Viadukt der Via Aurelia über die Issole. Zahlreiche Belege aus dieser Zeit, darunter eine Nekropole und ein Mausoleum wurden hier gefunden.

### Bevölkerungsentwicklung
| Jahr                       | 1962 | 1968 | 1975 | 1982 | 1990 | 1999 | 2008 | 2017 |
| Einwohner                  | 929  | 905  | 802  | 786  | 1182 | 1283 | 1830 | 1947 |
| Quellen: Cassini und INSEE |      |      |      |      |      |      |      |      |

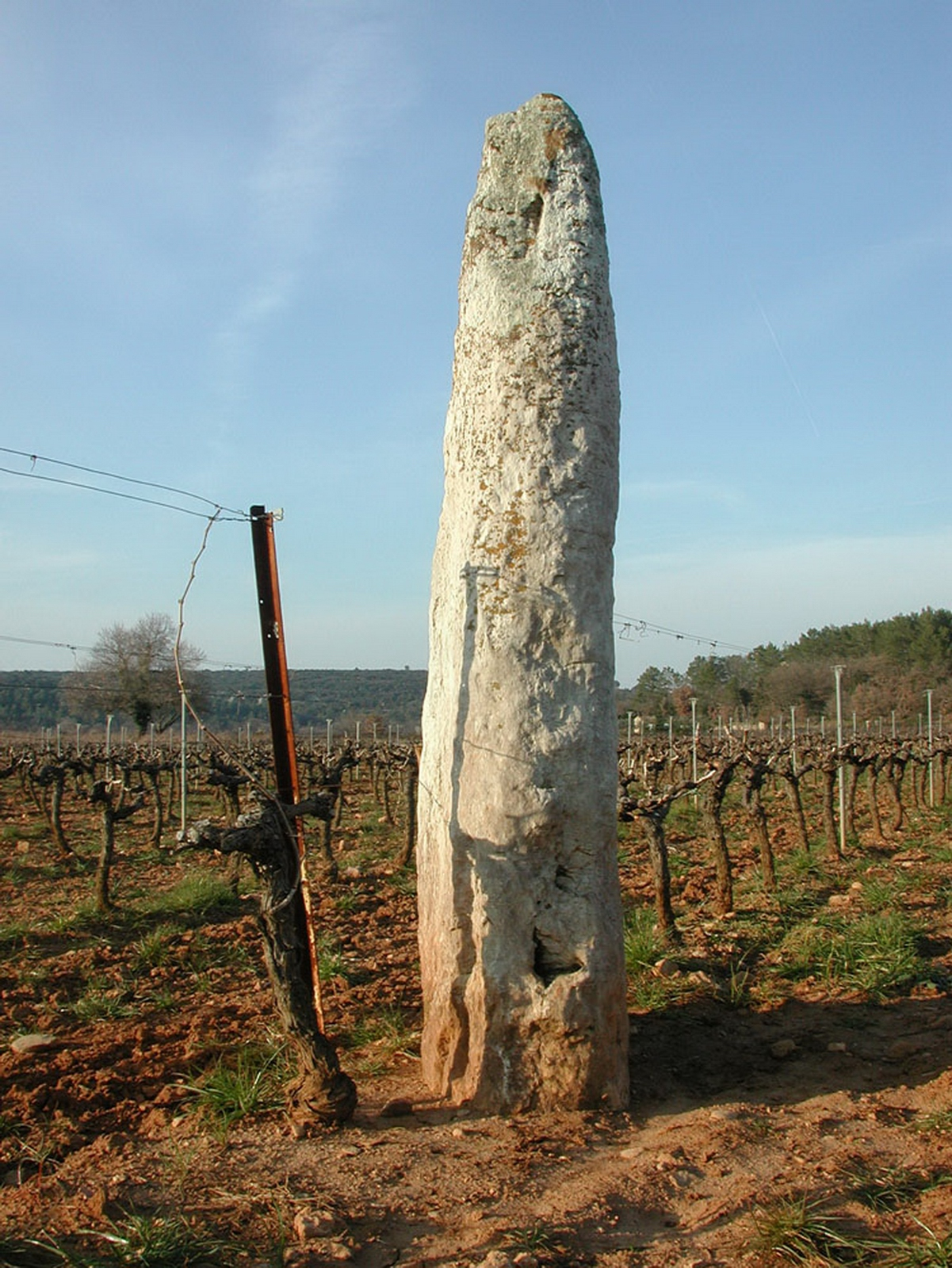
Peïro Plantado oder Menhir von Champduy

Der Menhir Peïro Plantado (auch Menhir von Champduy genannt) ist ein 1889 als Monument historique eingestufter Menhir aus bajokischem Kalkstein. Mit einem ovalen Querschnitt und einen Durchmesser von 0,50 m an der Basis hat er eine Höhe von 2,25 m.
Der Dolmen de la Gastée liegt östlich von Cabasse.